# Sergi Altimira
Sergi Altimira Clavell (Cardedeu, 25 agosto 2001) è un calciatore spagnolo, centrocampista del Betis.

## Biografia
È figlio dell'ex calciatore Aureli Altimira e cugino di Adrià Altimira.

## Carriera
Altimira è cresciuto nel settore giovanile di Barcellona e Sabadell. Il 29 maggio 2020 è stato prestato al Granollers in Tercera División, con cui ha esordito il 1º novembre, nell'incontro vinto per 7-0 contro il Figueres.
Rientrato al Sabadell, ha disputato due stagioni in terza divisione per poi passare al Getafe a parametro zero il 6 luglio 2022. L'11 agosto dello stesso anno è stato acquistato a titolo definitivo dal Betis, che ha pagato la clausola rescissoria da 2 milioni di euro.
Il 31 gennaio 2023, Marca ha riportato che Altimira aveva un accordo per unirsi al club di prima categoria Getafe CF con un contratto quadriennale al termine del suo contratto con Sabadell. Il 6 luglio, il club ha ufficialmente annunciato la sua firma.
Il 11 agosto 2023, Altimira ha firmato un contratto quinquennale con il Real Betis, anch'esso nella massima serie, dopo che il club ha pagato la sua clausola di risoluzione di € 2 milioni.

## Vita personale
Il padre di Altimira, Aureli, e suo cugino Adrià sono anche calciatori. Il primo giocava come attaccante, mentre il secondo è un difensore; entrambi sono stati formati anche al Barça.

## Statistiche

### Presenze e reti nei club
Statistiche aggiornate al 6 maggio 2025.
| Stagione        | Squadra         | Campionato      | Campionato | Campionato | Coppe nazionali | Coppe nazionali | Coppe nazionali | Coppe continentali | Coppe continentali | Coppe continentali | Altre coppe | Altre coppe | Altre coppe | Totale | Totale | Totale |
| Stagione        | Squadra         | Comp            | Pres       | Reti       | Comp            | Pres            | Reti            | Comp               | Pres               | Reti               | Comp        | Pres        | Reti        | Pres   | Reti   |        |
| --------------- | --------------- | --------------- | ---------- | ---------- | --------------- | --------------- | --------------- | ------------------ | ------------------ | ------------------ | ----------- | ----------- | ----------- | ------ | ------ | ------ |
| 2020-2021       | Granollers      | TD              | 23         | 0          | CR              | 0               | 0               |                    | -                  | -                  |             | -           | -           | 23     | 0      |        |
| 2021-2022       | Sabadell        | PDR             | 28         | 0          | CR              | 1               | 0               |                    | -                  | -                  |             | -           | -           | 29     | 0      |        |
| 2022-2023       | Sabadell        | PF              | 33         | 0          | CR              | 0               | 0               |                    | -                  | -                  |             | -           | -           | 33     | 0      |        |
| Totale Sabadell | Totale Sabadell | Totale Sabadell | 61         | 0          |                 | 1               | 0               |                    | -                  | -                  |             | -           | -           | 62     | 0      |        |
| 2023-2024       | Betis           | PD              | 14         | 1          | CR              | 3               | 0               | UEL                | 0                  | 0                  |             | -           | -           | 17     | 1      |        |
| 2024-2025       | Betis           | PD              | 29         | 0          | CR              | 4               | 1               | UECL               | 16                 | 1                  |             | -           | -           | 49     | 2      |        |
| Totale Betis    | Totale Betis    | Totale Betis    | 43         | 1          |                 | 7               | 1               |                    | 16                 | 1                  |             | -           | -           | 66     | 3      |        |
| Totale carriera | Totale carriera | Totale carriera | 127        | 1          |                 | 8               | 1               |                    | 16                 | 1                  |             | -           | -           | 151    | 3      |        |